# Pulled pork

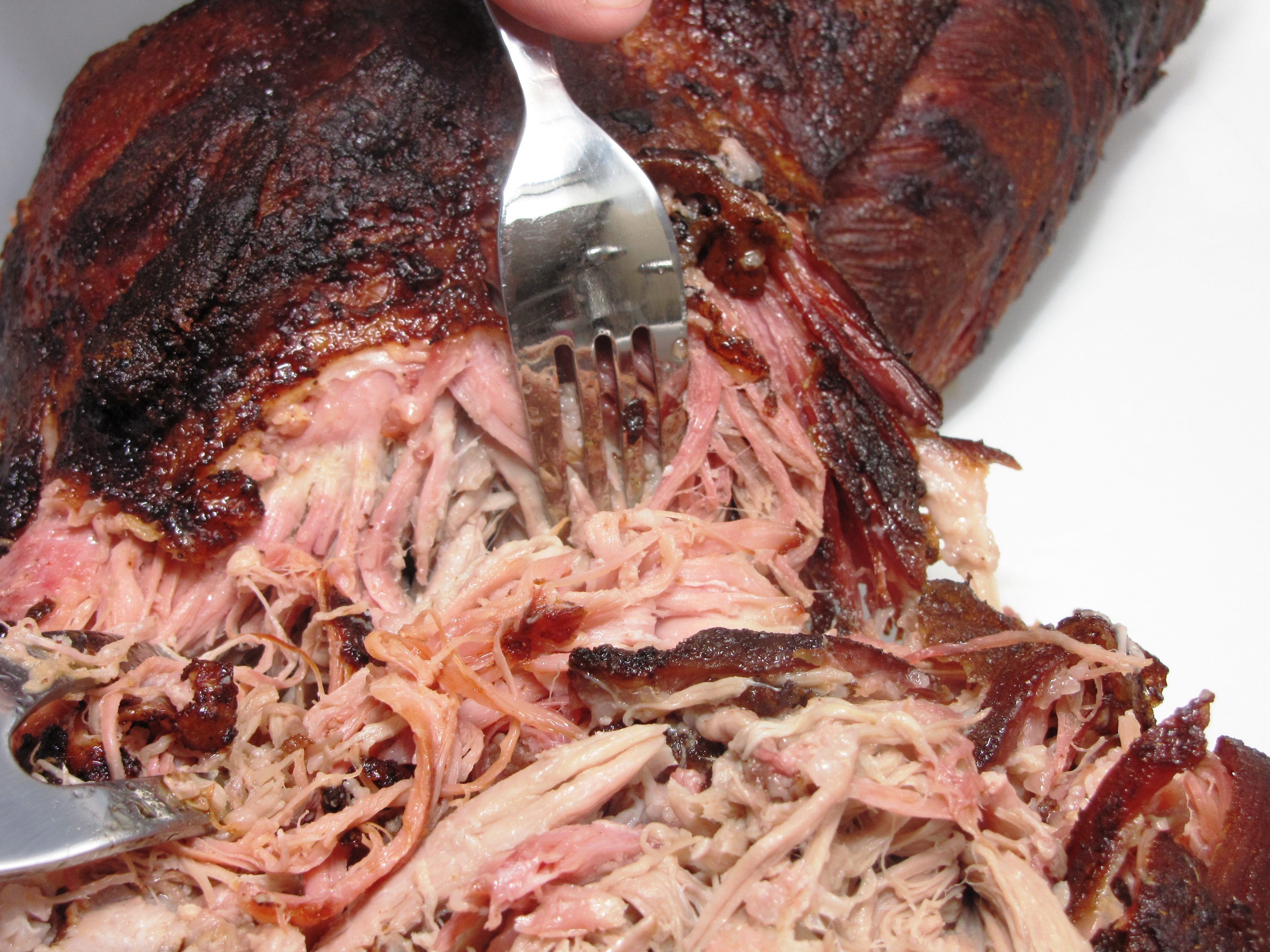
Pulled pork

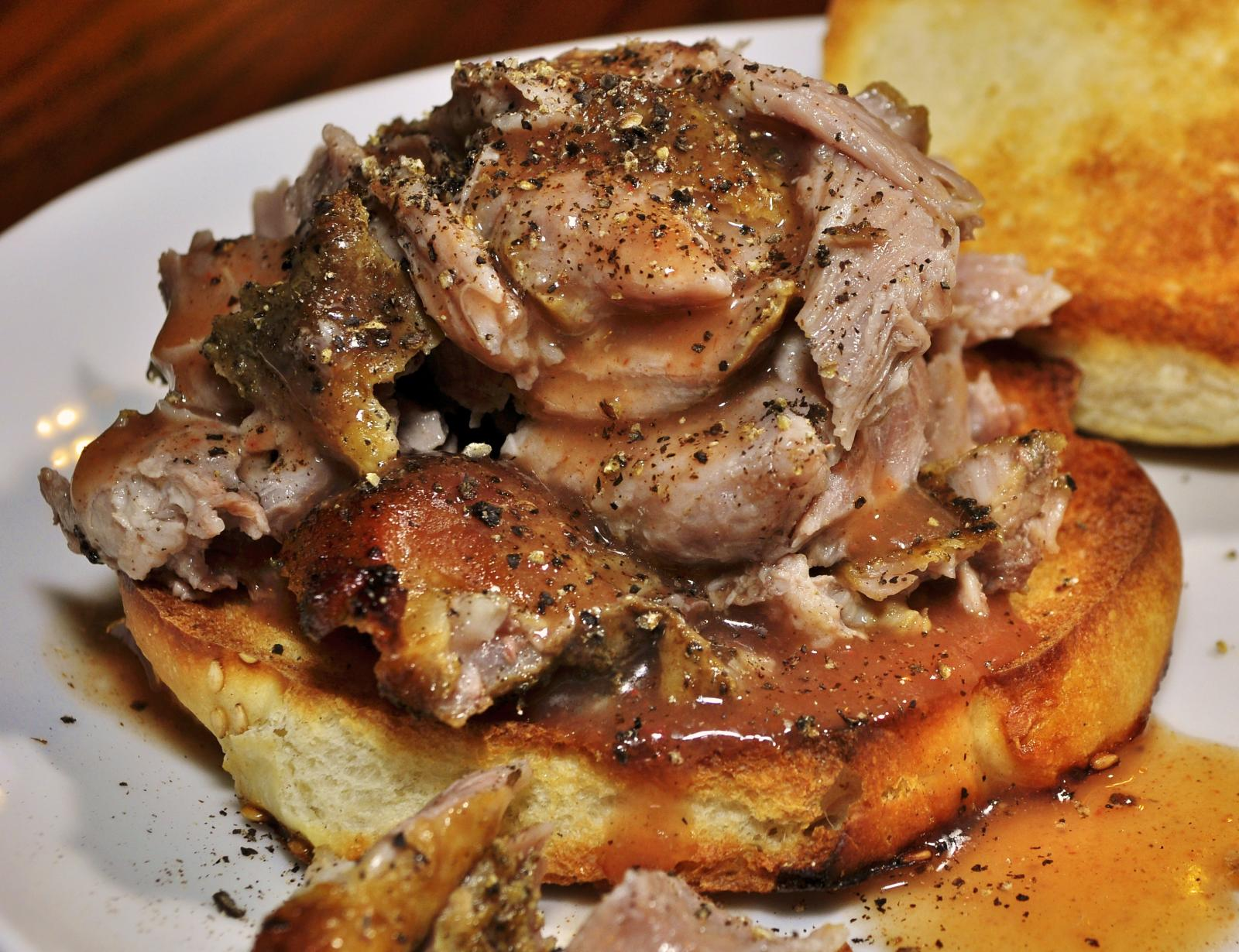
Pulled pork sandwich

Pulled pork is varkensvlees dat gedurende een langere tijd bij een lage temperatuur wordt gebraden. Taai vlees wordt met deze bereidingswijze mals. Omdat de spiervezels als het vlees gaar is gemakkelijk uit elkaar kunnen worden getrokken wordt het 'pulled pork' genoemd.  

## Bereidingswijze
In de Verenigde Staten wordt pulled pork meestal bereid door een schouderstuk, of procureur, lang te garen op een barbecue, maar het is ook mogelijk om het in een slow cooker of een traditionele oven te braden. Het vlees wordt traditioneel geserveerd op een wit broodje met wat coleslaw en een saus op basis van azijn.